# SIMAP
Similarity Matrix of Proteins nebo častěji SIMAP je BOINC projekt, který slouží k výzkumu funkcí proteinů. Aplikace simap hledá pomocí FASTA heuristiky (jejíž výsledky jsou zpřesněny pomocí Smith-Watermanova algoritmu) podobnosti v primární struktuře proteinů, aplikace hmmer využívající skryté Markovovy modely (Hidden Markov Models) lokalizuje v proteinu jednotlivé domény. Zdroje dat pro SIMAP@home představují veřejně přístupné vědecké databáze jako UniProt, RCSB PDB, GenBank nebo RefSeq shromažďující informace o struktuře a funkci dosud objevených proteinů. Pro odhad proteinových domén se využívá informací o známých doménách a sekvenčních vzorech z databáze InterPro. Výsledky výpočtů se ukládají do veřejně přístupné vědecké databáze.

## Význam projektu
Studium proteinů je základem pro pochopení biologických procesů v živých organismech. Má uplatnění v medicíně a farmaceutickém průmyslu, molekulární biologii, biochemii, genetice, bioinženýrství, nanotechnologiích, atd. Počet každoročně objevených proteinů velmi rychle roste, avšak jen u zlomku z nich je známo jejich působení v organismu. Experimentální ověřování funkcí proteinů je zdlouhavé a velmi nákladné. Velké množství proteinů má však podobné funkce. SIMAP@home vytváří databázi, v které jsou uloženy informace o vzájemné podobnosti známých i nově objevených proteinů. Tato databáze pak slouží jako základ k dalšímu výzkumu.

## Proteiny

### Obecná charakteristika
Proteiny (bílkoviny) jsou základní stavební jednotkou organismu. Jsou tvořeny řetězci aminokyselin (tj. molekul obsahující funkční skupiny -NH2 a -COOH) spojených navzájem peptidickou vazbou. V organismu plní důležité funkce, mimo jiné:
- transportní (např. hemoglobin v červených krvinkách váže kyslík)
- regulační (např. insulin - snižuje koncentraci glukózy v krvi)
- strukturní (např. kolagen v pojivových tkáních),
- katalytickou (např. enzym DNA polymeráza při replikaci DNA)
- ochranné (různé protilátky)
- skladovací (např. ferritin skladující železo)

## Struktura proteinů

### Primární struktura
proteinů je tvořena pořadím aminokyselin, které protein tvoří. Pořadí aminokyselin je zakódováno v DNA. SIMAP@home se snaží pomocí shody v pořadí aminokyselin (=sekvenční shoda) u proteinů najít tzv.homologní proteiny. Sekvence jsou homologní, jestliže jsou odvozeny od stejné původní sekvence. Například pokud se nějaká linie živočichů v průběhu evoluce rozdělí na dvě vývojové větve, bude každá vývojová větev zprvu obsahovat podobné geny kódující podobné proteiny s podobnou nebo stejnou funkcí. Pokud je sekvenční shoda dvou proteinů vyšší než 45 %, lze předpokládat, že proteiny budou mít podobnou i prostorovou strukturu a funkci.

### Sekundární struktura
Sekundární struktura proteinů vzniká lokálním "sbalením" částí proteinů v důsledku vytváření vodíkových můstků mezi karbonylovými a imidovými skupinami v proteinu. Je určena typickým tvarem částí proteinů, nejčastěji:
- Alfa-helix: α-helix[nedostupný zdroj], 310-helix[nedostupný zdroj] nebo π-helix Archivováno 3. 12. 2005 na Wayback Machine. (vypadají jak šroubovice)
- Beta-skládaný list: β-struktura[nedostupný zdroj] neboli struktura skládaného listu (vypadá jak harmonika, zpřekládaný list papíru)
- ohyby (vypadají jak šňůrka), které mění směr aminokyselinového řetězce

### Terciární struktura
Terciární strukturu proteinů v SIMAP@home počítá aplikace hmmer. Rozlišují se supersekundární struktura a proteinové domény.
- supersekundární struktura (sekvenční motivy) - prostorové uspořádání po sobě jdoucích elementů sekundární struktury. Např.: alfa-alfa motiv (dva protiběžné alfa helixy spojené smyčkou, která mění směr polypeptidového řetězce o 180 stupňů), beta-beta motiv (dvě protiběžná beta vlákna spojená smyčkou), beta-alfa-beta motiv (dvě rovnoběžná beta vlákna oddělená alfa helixem, který je vůči nim kolmý), atd.
- proteinové domény (proteinové sbalení) - opakovaně se vyskytující kombinace supersekundární struktury. Domény tvoří navzájem propojené a více či méně strukturně a funkčně nezávislé části proteinu. Na rozdíl od kvartérní struktury je zatím vše v rámci jednoho aminokyselinového (polypeptidického) řetězce.

### Kvartérní struktura
vzniká když je protein tvořen dvěma nebo více polypeptidickými řetězci, které jsou spojeny nekovalentními vazbami. Příkladem může být hemoglobin, který je tvořen čtyřmi vlákny (viz obrázek - otevře se po kliknutí na odkaz u hemoglobinu).

## Databáze SIMAP
Databáze obsahovala v roce 2007 více než 17 milionů proteinů. Databáze SIMAP je aktualizována každý měsíc, a proto jsou nové jednotky pro SIMAP@home připraveny obvykle vždy k začátku nového měsíce. V současnosti má projekt dostatečnou počítačovou kapacitu, avšak potřeba výpočetního času (především pro aplikaci hmmer) se postupně stále zvyšuje.

## Software
Aplikace SIMAP@home běží pod systémy Windows, Macintosh a Linux.